# Spoorlijn Halle - Bebra
De spoorlijn Halle - Bebra ook wel Thüringer Stammbahn of Stammbahn genoemd is een Duitse spoorlijn als lijn 6340 onder beheer van DB Netze.

## Geschiedenis
Het traject werd door de Thüringischen Eisenbahn-Gesellschaft in fases geopend:
- 20 juni 1846: Halle - Weißenfels
- 19 december 1846: Weißenfels - Weimar
- 1 april 1847: Weimar - Erfurt
- 24 juni 1847: Erfurt - Eisenach
- 25 september 1849: Eisenach - Bebra

## Treindiensten

### Deutsche Bahn
De Deutsche Bahn verzorgt het personenvervoer op dit traject met RE- / RB-treinen.

## Aansluitingen
In de volgende plaatsen was of is er een aansluiting van de volgende spoorwegmaatschappijen:

### Halle
- Halle-Kasseler Eisenbahn, spoorlijn tussen Halle en Kassel Hbf
- Halle - Cottbus, spoorlijn tussen Halle en Cottbus
- Berlijn - Halle, spoorlijn tussen Berlijn en Halle
- Halle - Halberstadt, spoorlijn tussen Halle en Halberstadt
- Maagdenburg - Leipzig, spoorlijn tussen Leipzig via Halle en Maagdenburg
- Halle - Halle-Nietleben, spoorlijn tussen Halle en Halle-Nietleben
- Merseburg - Halle-Nietleben, spoorlijn tussen Merseburg en Halle-Nietleben
- Nürnberg - Leipzig, Hogesnelheidslijn tussen Nürnberg en Leipzig met zijlijn naar Halle
- Hallesche Verkehrs, stadstram in Halle

### Merseburg
- Merseburg - Leipzig, spoorlijn tussen Merseburg en Leipzig
- Merseburg - Querfurt, spoorlijn tussen Merseburg en Querfurt

### Großkorbetha
- Spoorlijn Leipzig - Großkorbetha, spoorlijn tussen Leipzig en Großkorbetha
- Spoorlijn Hohenmölsen - Großkorbetha, spoorlijn tussen Hohenmölsen en Großkorbetha

### Weißenfels
- Spoorlijn Weißenfels - Zeitz, spoorlijn tussen Weißenfels en Zeitz

### Naumburg (Saale)
- Naumburg-Teucherner-Bahn, spoorlijn tussen Naumburg - Teuchern
- Unstrutbahn, spoorlijn tussen Naumburg en Reinsdorf

### Großheringen
- Saalbahn, spoorlijn tussen Großheringen en Saalfeld
- Pfefferminzbahn, spoorlijn tussen von Straußfurt en Großheringen

### Weimar
- Weimar-Geraer Bahn, spoorlijn tussen Weimar en Gera
- Weimar-Berka-Blankenhainer Eisenbahn, spoorlijn tussen Weimar en Kranichfeld met zijlijn naar Blankenhain
- Weimar-Rastenburger Eisenbahn, voormalig smalspoorlijn tussen Weimar en Rastenburg
- Weimar - Buchenwald, spoorlijn tussen Weimar en Buchenwald

#### Buchenwald
Buchenwald was tijdens de Tweede Wereldoorlog een concentratiekamp in nazi-Duitsland in een bosrijke omgeving nabij de stad Weimar. Voor de spoorlijn tussen Weimar en Buchenwald werd een derde rail in het traject van de Weimar-Rastenburger Eisenbahn geplaatst.

### Erfurt
- Nordhausen-Erfurter Eisenbahn, spoorlijn tussen Nordhausen en Erfurt
- Stadtbahn Erfurt (EVAG), stadstram in Erfurt

### Gotha
- Gotha - Leinefelde, spoorlijn tussen Gotha en Leinefelde
- Ohrabahn, spoorlijn tussen Gotha en Gräfenroda
- Thüringerwaldbahn, regiotram tussen Gotha en Tabarz / Waltershausen
- Straßenbahn Gotha, stadstram in Gotha

### Fröttstädt
- Friedrichrodaer Bahn, spoorlijn tussen Fröttstädt en Georgenthal

### Wutha
- Ruhlaer Eisenbahn, spoorlijn tussen Wutha en Ruhla.

### Eisenach
- Werrabahn, spoorlijn tussen Eisenach en Lichtenfels

Tussen Eisenach (DDR) en Gerstungen (BRD) reden tussen 1978 geen treinen; in april 1990 werd het traject, na de van van de Berlijnse Muur, hersteld.

### Gerstungen
- Förtha - Gerstungen, spoorlijn tussen Förtha en Gerstungen
- Gerstungen - Vacha, spoorlijn tussen Gerstungen en Vacha

### Bebra
- Friedrich-Wilhelms-Nordbahn, spoorlijn tussen Bebra en Kassel Hbf
- Frankfurt - Göttingen, spoorlijn tussen Frankfurt en Göttingen

## Elektrische tractie
Het traject werd geëlektrificeerd met een spanning van 15.000 volt 16⅔ Hz wisselstroom.

## Afbeeldingen

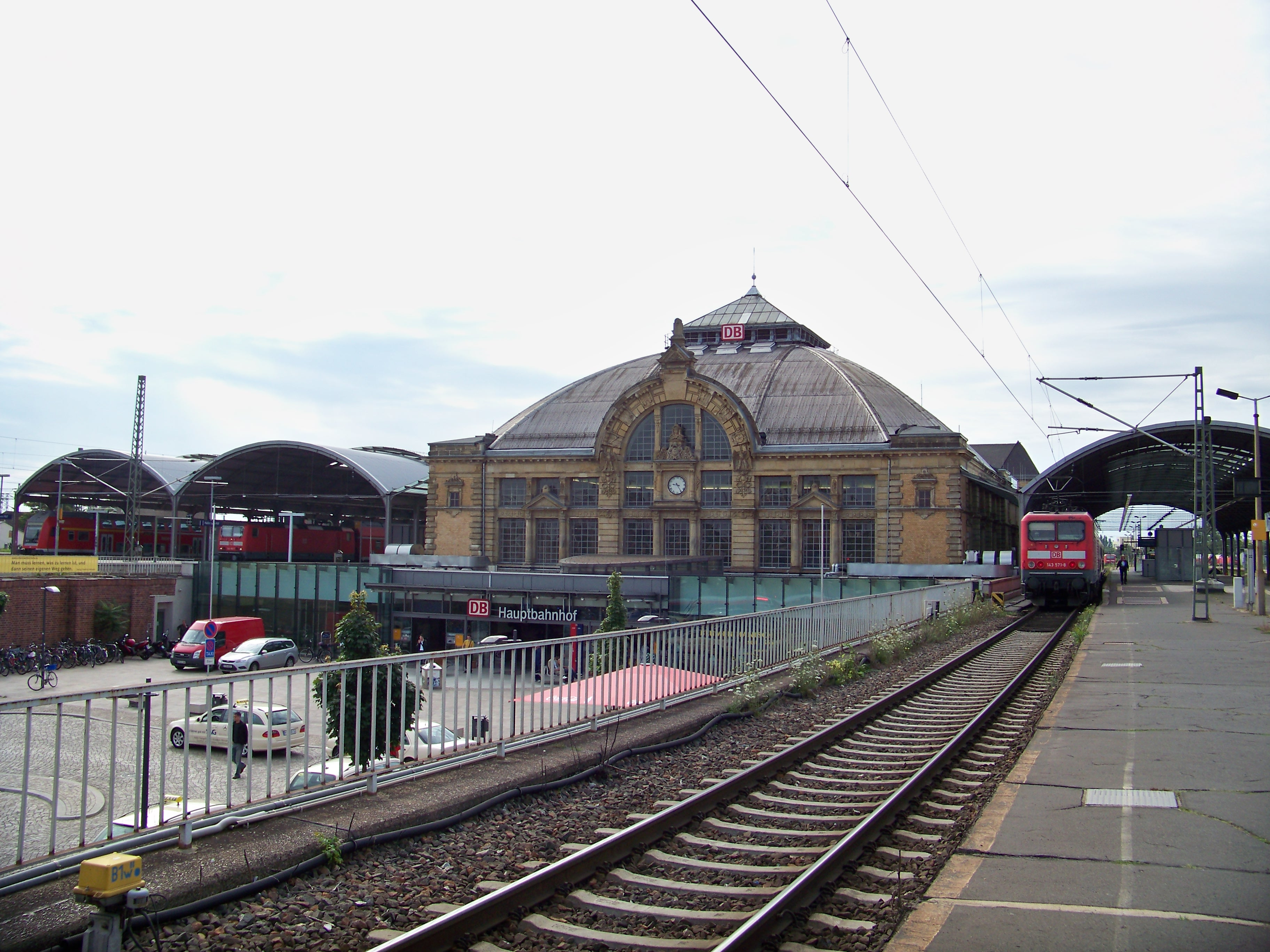
Halle Hauptbahnhof
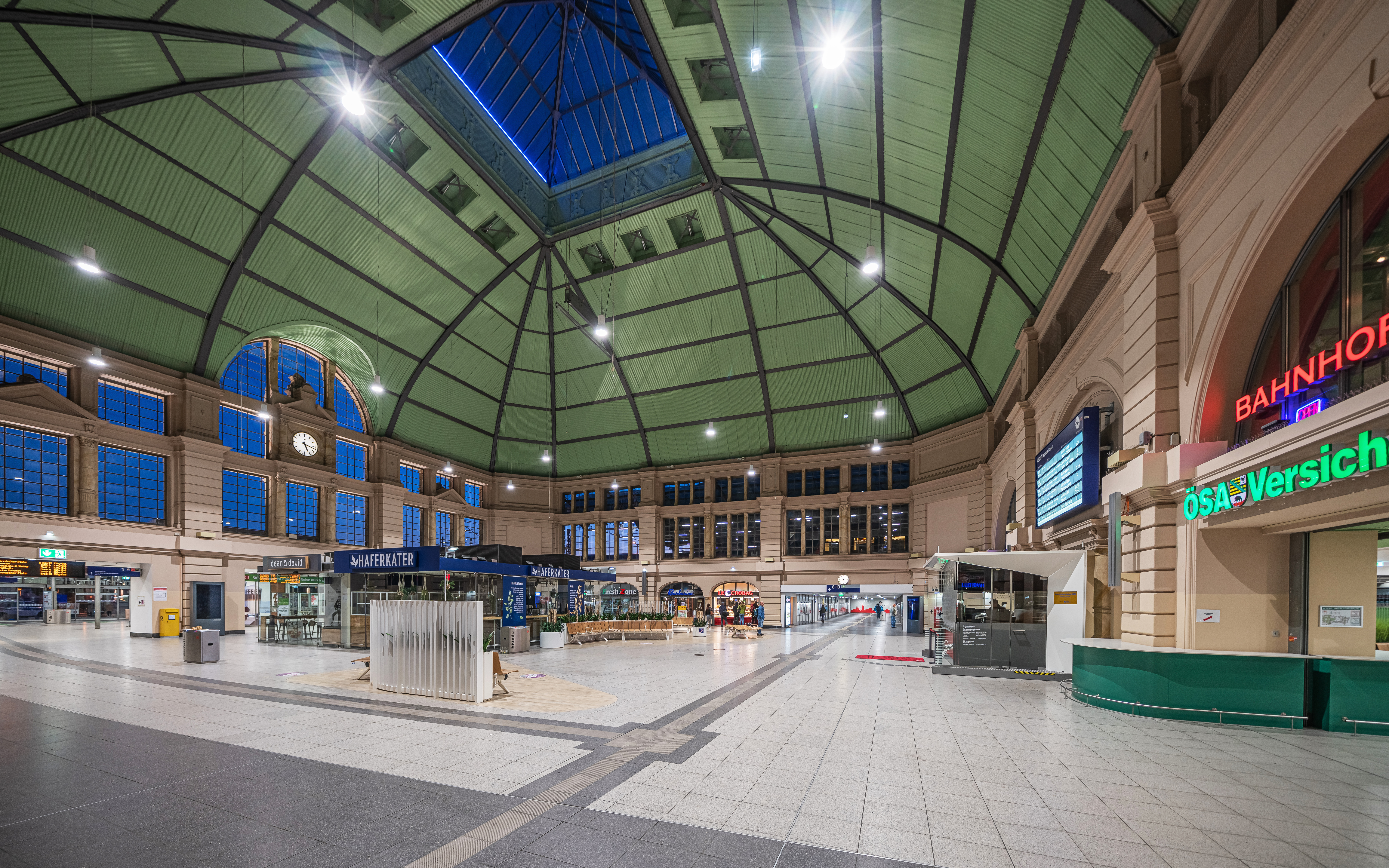
Halle Hauptbahnhof, interieur
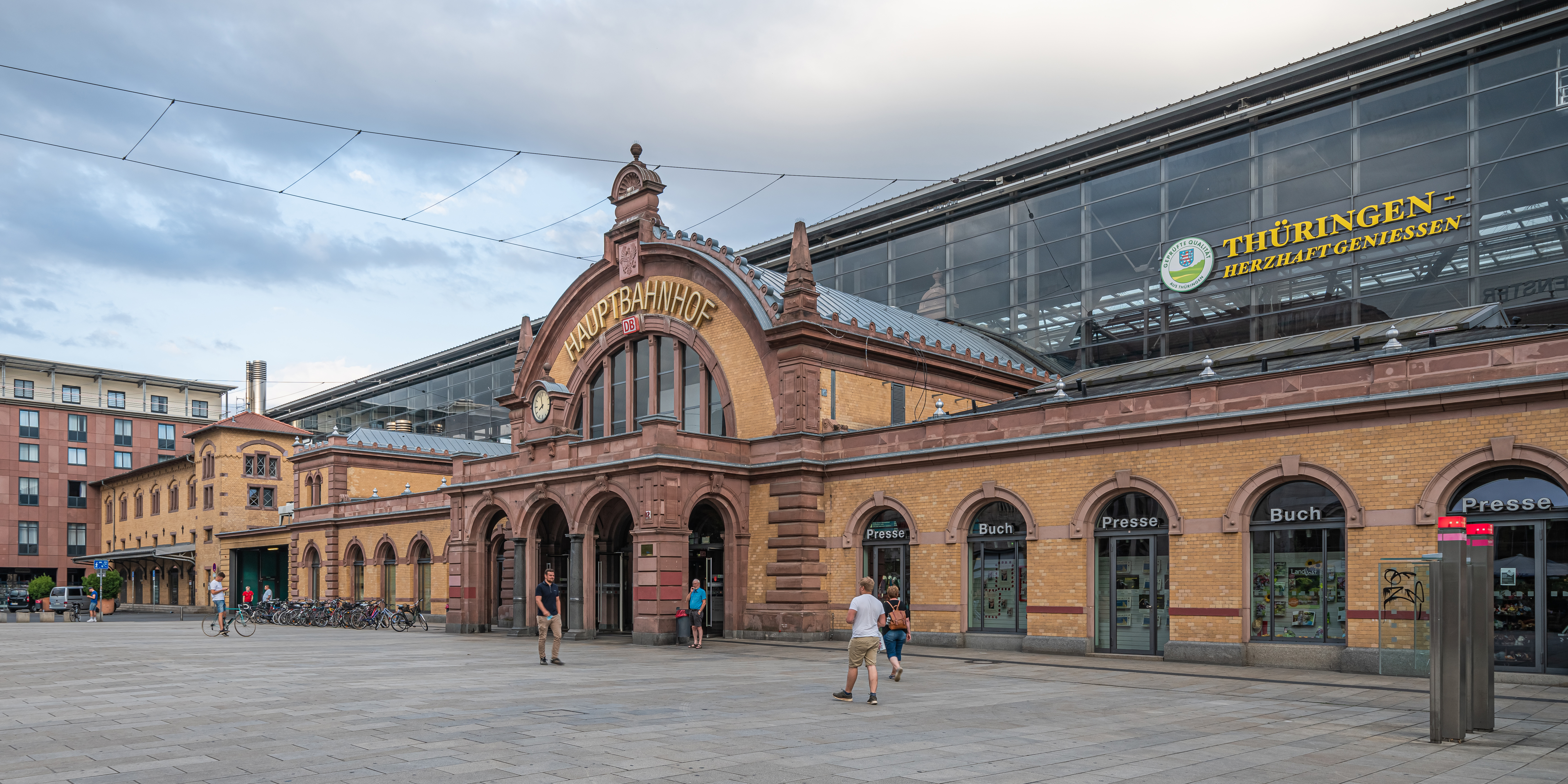
Erfurt Hauptbahnhof
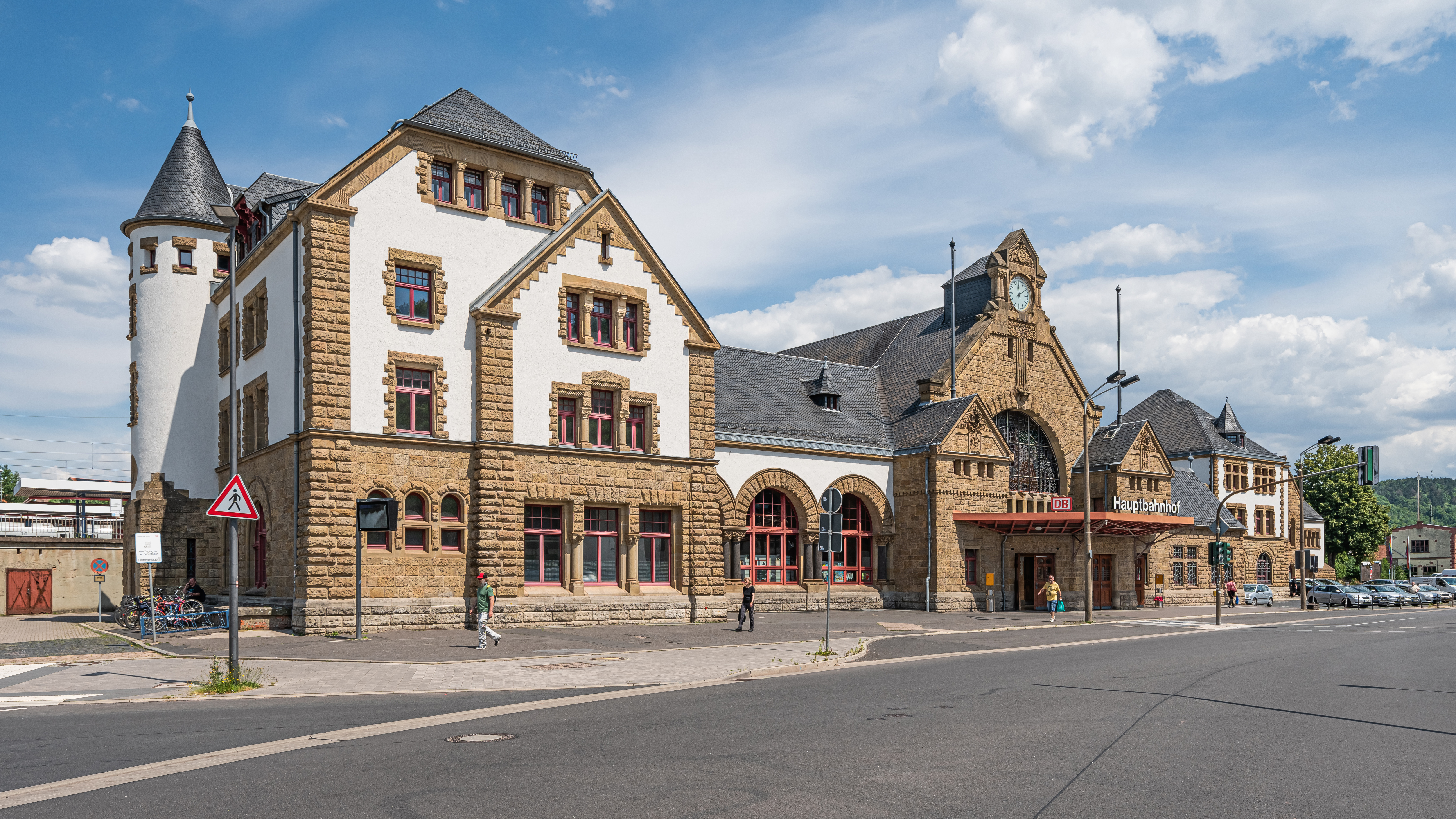
Eisenach Hauptbahnhof
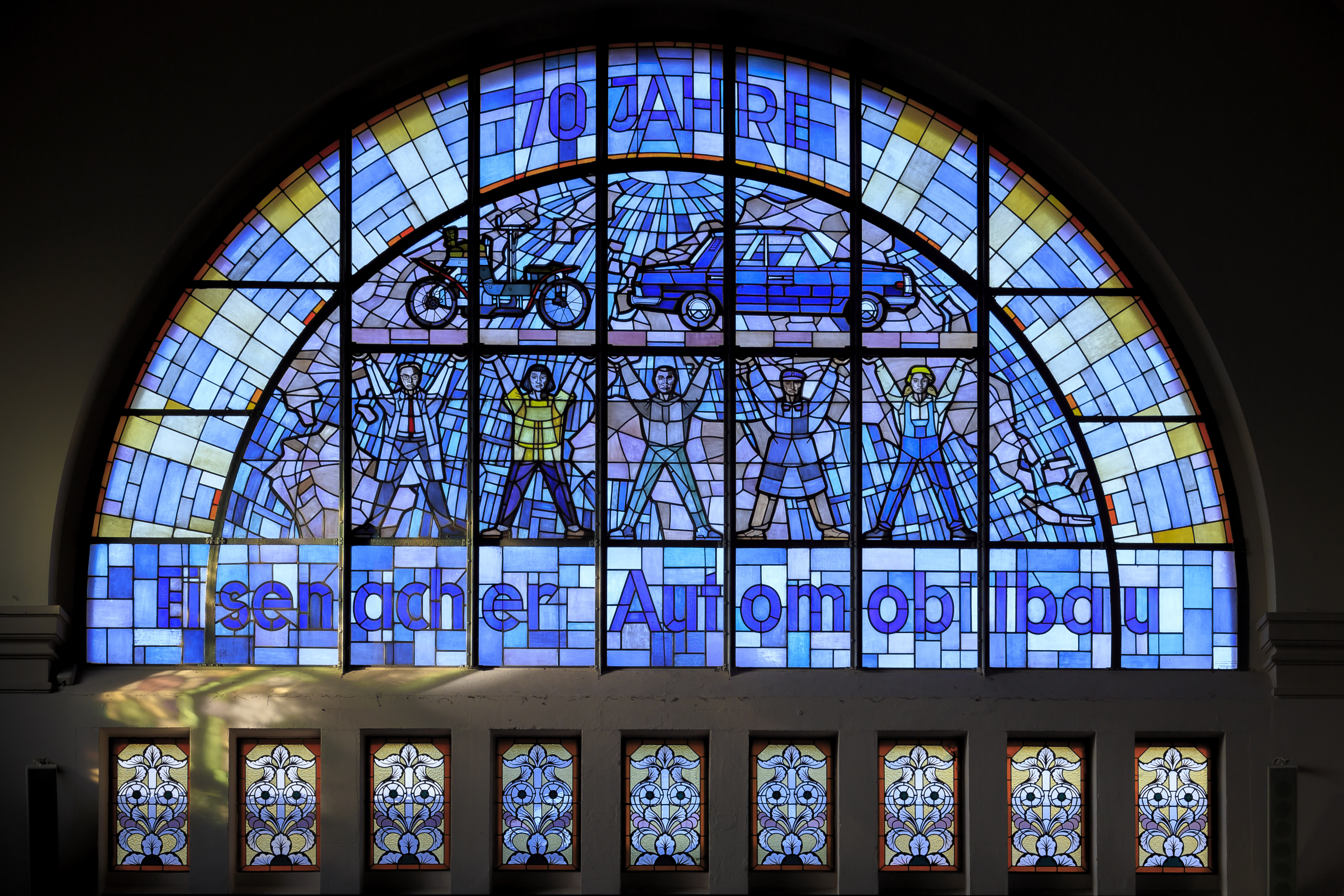
Glas in lood in Eisenach Hauptbahnhof, met een Wartburg 353
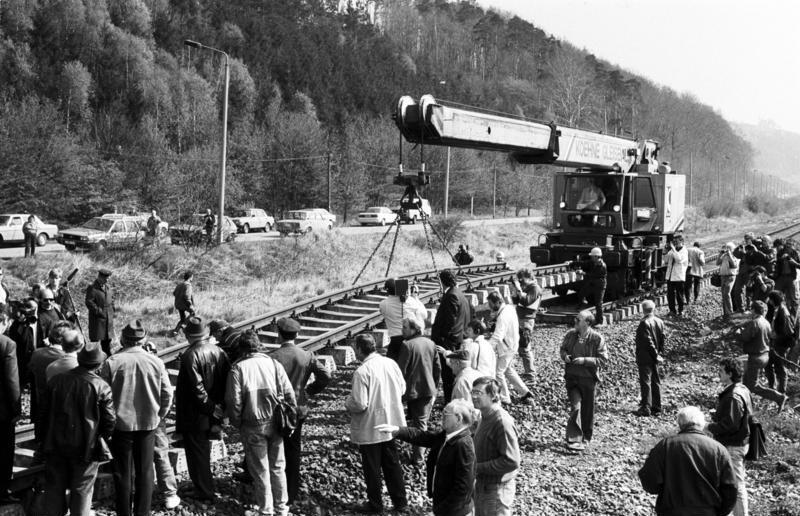
Aanleg van het laatste deel van het opgebroken traject in april 1990
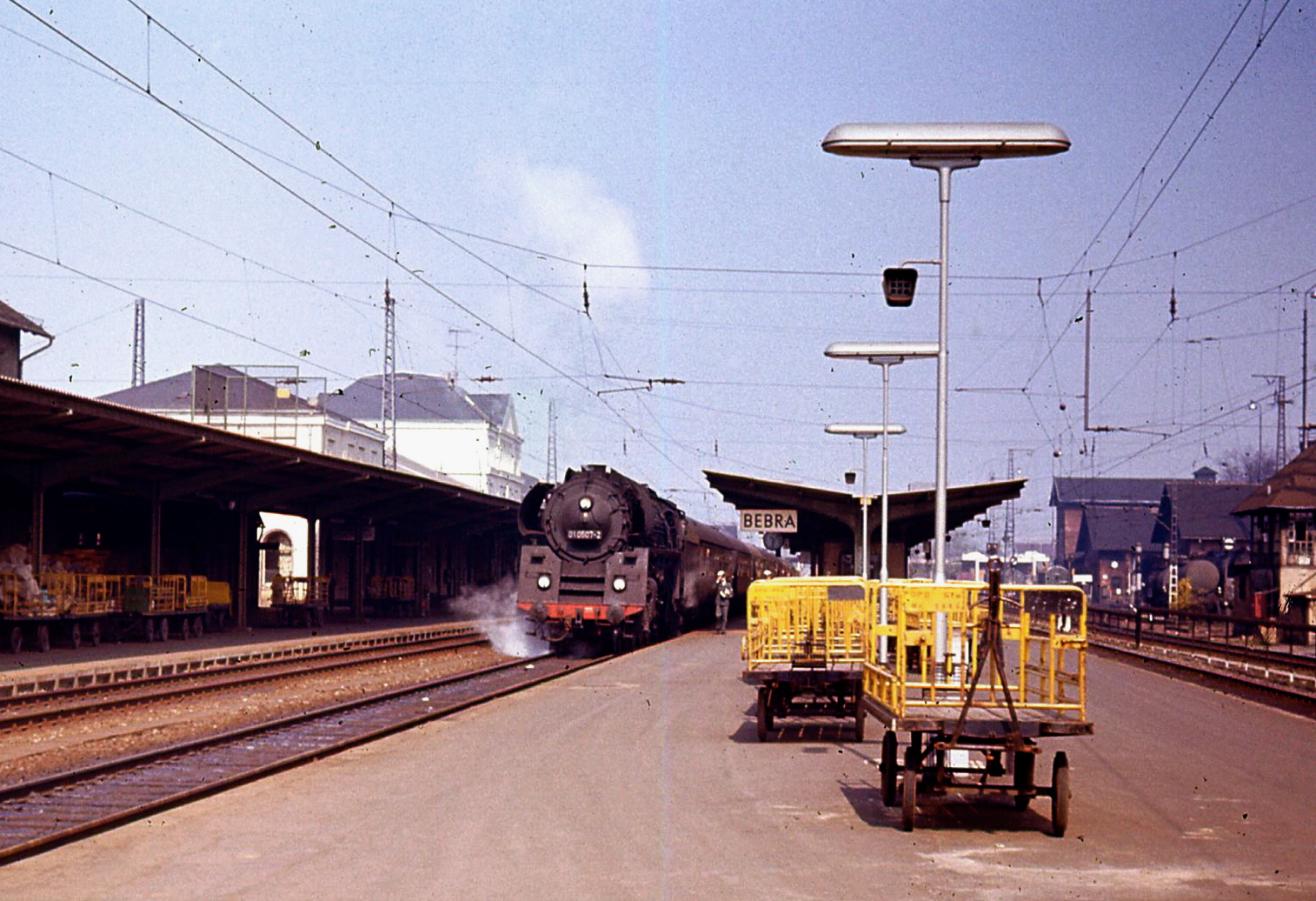
Station Bebra, 1972